# Inginerii cosmosului
Cosmic Engineers (Inginerii cosmosului) este un roman științifico-fantastic al autorului american Clifford D. Simak. Acesta a fost publicat în 1950 de Gnome Press într-o ediție de 6.000 de exemplare, din care 1.000 au fost pentru o ediție a forțelor armate. Romanul a fost publicat inițial în foileton în revista Astounding în 1939. 

## Intrigă
Romanul se referă la un grup de pământeni și o fată, care sunt treziți din animație suspendată, fiind contactați de extratereștri cu care se alătură pentru a preveni coliziunea universului cu un altul. 

## Recepție
Groff Conklin a considerat că textul din 1950 „este ca un inel de modă veche și oarecum frenetic, care, cu toate acestea, este destul de  plăcut”. Damon Knight a afirmat că romanul ar trebui interzis și a remarcat că locuitorii secolului 70 „vorbesc, gândesc și acționează exact ca cei din clasa de mijloc americană, cu intelectul mediu din anii 1930.“ P. Schuyler Miller a relatat ca romanul a fost „distractiv, dar fără nicio idee cu greutate”.
Stephen King a menționat Inginerii cosmici în Suflete pierdute în Atlantida, precum și în memoriile sale On Writing, descriind romanul lui Simak drept „o lectură grozavă”.